# パティ・ミルズ
パトリック・サミー・ミルズ（Patrick Sammy  Mills, 1988年8月11日 - ）は、オーストラリア・首都特別地域キャンベラ出身のプロバスケットボール選手。NBAのロサンゼルス・クリッパーズに所属している。ポジションはポイントガード。

## 若年期経歴
オーストラリア出身で、オーストラリア先住民アボリジニの血を引く。アンドリュー・ボーガットと同じく、オーストラリア国立スポーツ研究所 (Australian Institute of Sport) の出身。2008年北京オリンピックでは、オーストラリア代表に選ばれ、準々決勝のアメリカ戦では28分間の出場で20得点、3アシスト、2スティール、ターンオーバー0の成績をあげた。

## カレッジ

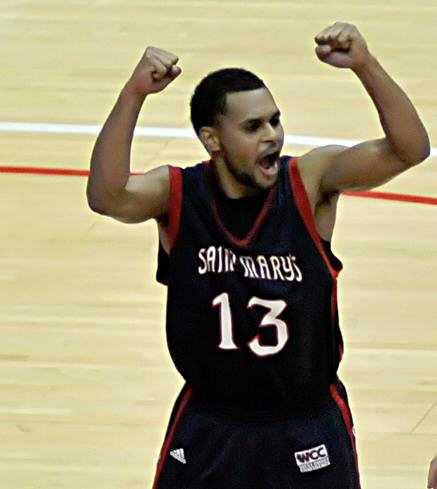
セント・メアリーズ大学時代のミルズ

ユタ大学(同郷のアンドリュー・ボーガットの出身校)、ウェイクフォレスト大学、アラバマ大学、ネブラスカ大学などNCAAディビジョンⅠの有力校からも誘いがあったが、2006年11月にNCAAディビジョンⅠに所属するセント・メアリーズ大学に入学を決めた。セントメリーズ大ゲールズで2年間プレーし、ウェストコースト・カンファレンスの新人王を獲得するとともに、オール・ウェストコースト・カンファレンス・ファーストチームに1年目、2年目共に選出された。2年目のシーズンは平均18.4得点、 2.4リバウンド、3.9アシスト、2.2スティールを記録している。

## NBAキャリア

### ポートランド・トレイルブレイザーズ

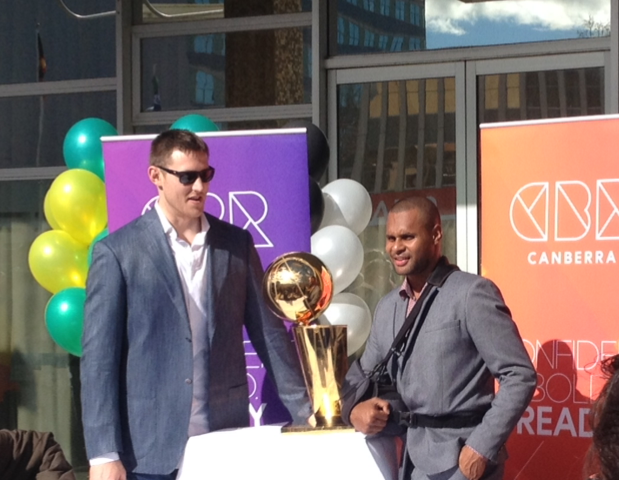
2014年、優勝トロフィツアー中のアロン・ベインズ(左)と右肩療養中のパティ・ミルズ(右)

2009年のNBAドラフトにて2巡目全体55位でポートランド・トレイルブレイザーズから指名された。1年目は足の指の骨折のため10試合程度の出場に止まったが、2年目は控えながら60試合以上に出場し、平均5.5得点、1.7アシストを記録した。

### ロックアウト
2011年のロックアウトに伴い、オーストラリアリーグ（NBL）のメルボルン・タイガースと契約した。NBAでプレーした初のNBL選手となった。同年11月メルボルンとの契約を解除、より高額である100万ドルのオファーを出した中国プロバスケットボールリーグの新疆フライングタイガースに加入することとなった。

### サンアントニオ・スパーズ

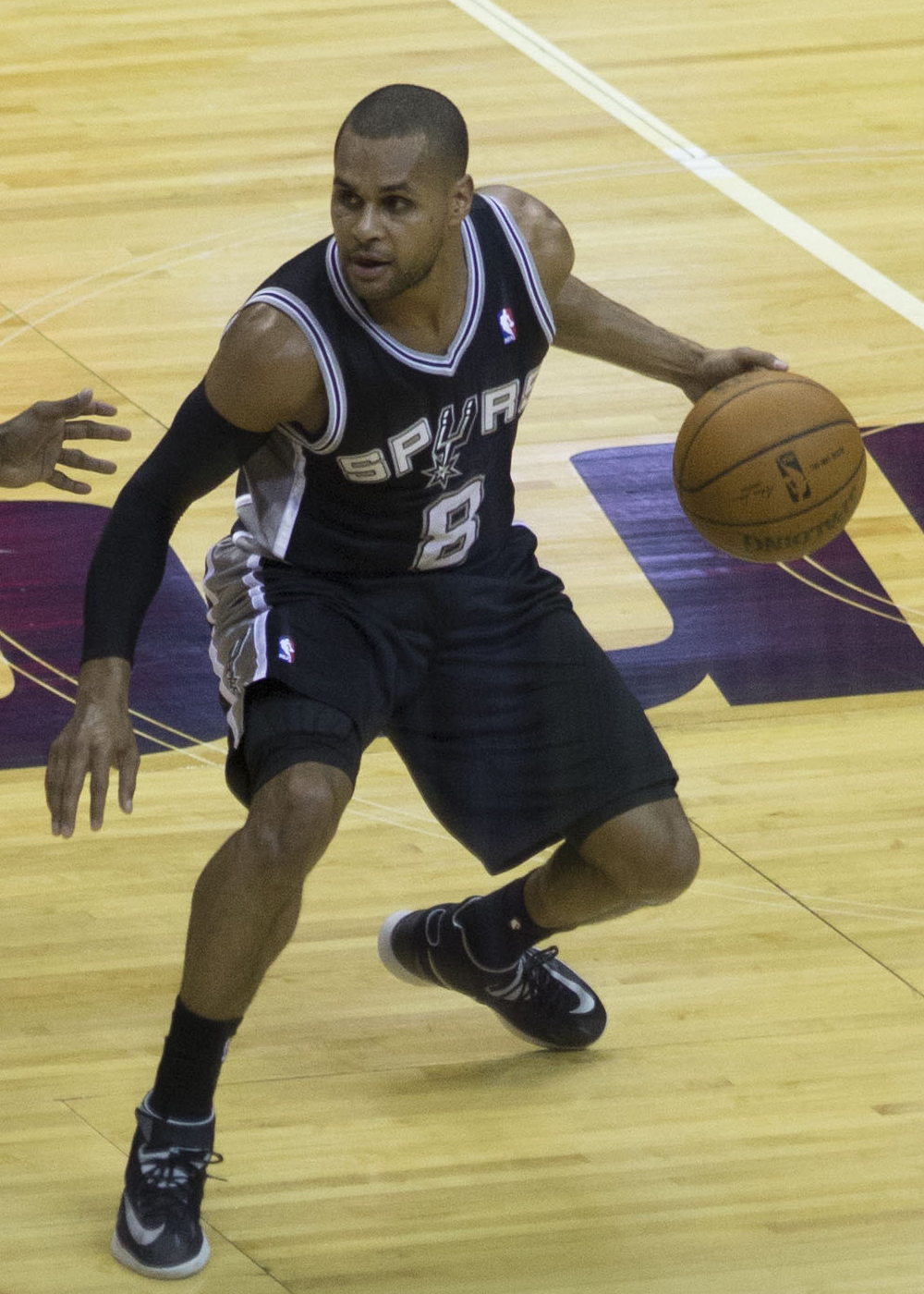
サンアントニオ・スパーズでのミルズ（2014年）

2012年1月に新疆フライングタイガースとの契約を解除し。労働ビザの獲得待ちであったが、 ブレイザーズもミルズに提示していたクオリファイング・オファーを取り下げたことで完全FAとなり、2012年3月にサンアントニオ・スパーズとの契約に合意した。
2011-12シーズンは、スパーズでプレーを開始したのが3月末で、シーズン終盤のみの出場だったが、短時間の出場にもかかわらず、1試合平均10得点以上を記録し、引き続き契約を得た。2012年オリンピックでは、オーストラリア代表メンバーであり、代表チームのヘッドコーチは、当時サンアントニオ・スパーズのアシスタントコーチだったブレット・ブラウンが務めた。アメリカ代表のケビン・デュラントを超える平均得点21.2を挙げ、この大会のスコアリング・リーダーとなり、攻撃力を証明した。
2012-13シーズンは、スパーズが2009年ドラフトで指名し、ヨーロッパのリーグで研鑽していたナンド・デ・コロが加入し、ガードポジションの出場時間が分散されたことから出場時間が増やせず、成績を落としている。
2013-14シーズンは、これまで出場時間を制限される理由の一つであった体重をトレーニングキャンプまでに6.8kg減量した効果が現れ持ち前の俊敏さを更に増し、粘り強さと積極性を活かすことで守備、攻撃ともに改善され、安定した出場機会を得た。1試合平均18.9分の出場となり、ダニー・グリーン、マルコ・ベリネッリを抑えて、チーム最多のシーズン135本の3ポイントを決めるなど、キャリアで最高のシーズンとなった。ポストシーズンも出場時間を351分と大幅に伸ばし、ファイナルも76分出場で13の3ポイントを決めている。ミルズも他のスパーズ選手同様チップ・イングランドによってシューティングのチューンアップを受けており、リリースがより高くより早くなった、とオーストラリア国立スポーツ研究所時代のコーチも語っている。
2014年7月、フリーエージェントとなるとほぼ同時に、シーズン中から痛みを抱えてプレーしてきた右肩の回旋筋腱板に損傷が見つかり、手術により6～7ヶ月の欠場を予定していることを発表し、次シーズンの契約に不安を残したが、手術を済ませ、7月12日にスパーズとの3年総額1,200万ドルの再契約に合意した。
2014-2015シーズンは、開幕から31試合を欠場し、右肩手術のリハビリを終えて、2014年12月28日のヒューストン・ロケッツ戦で復帰を果たし、当初は好調であったが2月以降、調子を落としレギュラーシーズンを終えた。プレーオフでは、3ポイント成功率57.1%(16/28)を記録し、平均10.1得点を挙げ、本来のプレーを取り戻した。
2017年4月25日、プレーオフ第1回戦、メンフィス・グリズリーズとの第5戦で、プレーオフキャリアハイとなる20得点を記録し、勝利に貢献した。
2017年8月4日にスパーズとの4年総額5,000万ドルの再契約に合意した。

### ブルックリン・ネッツ

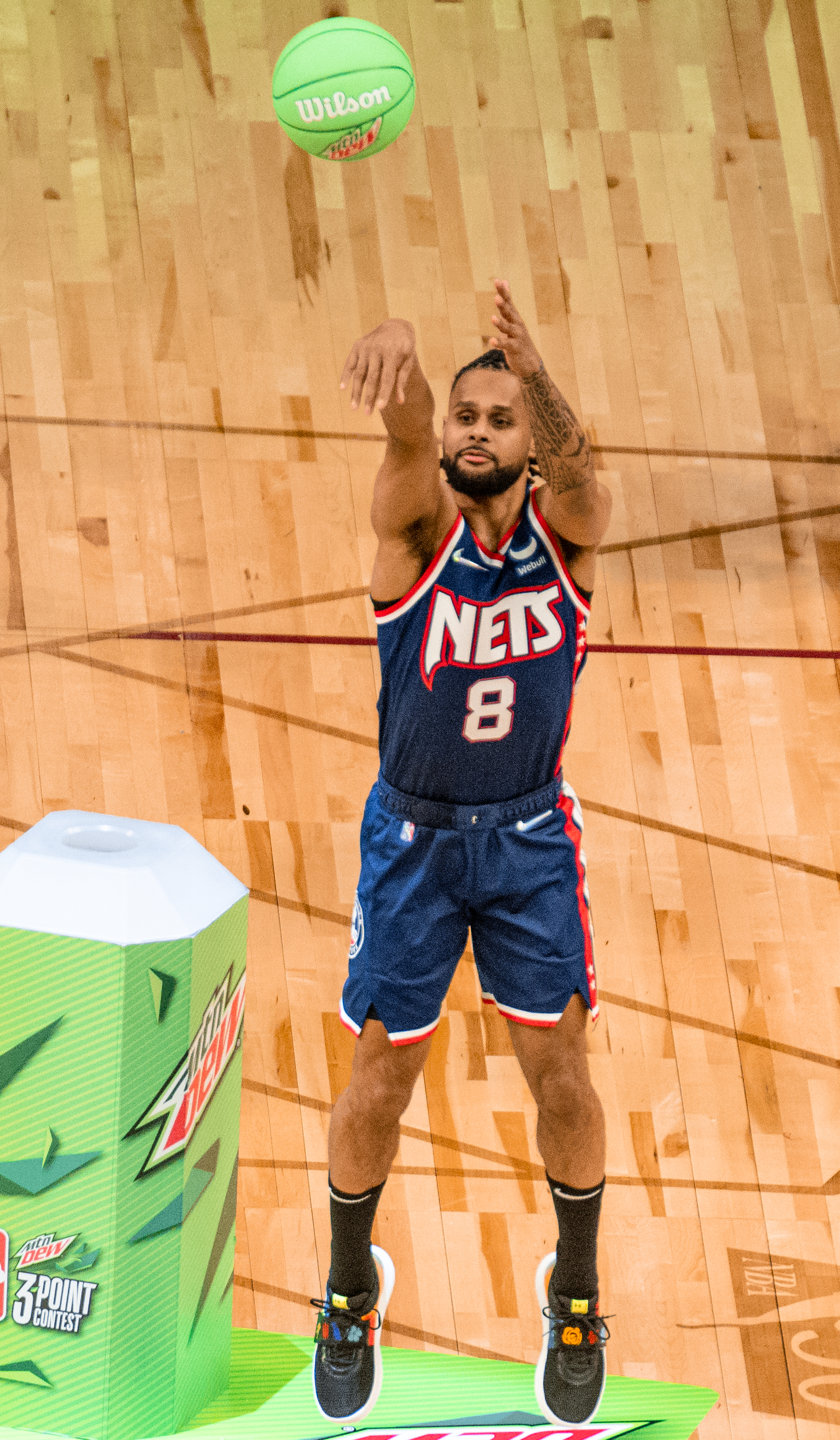
スリーポイントコンテストでのミルズ（2022年）

2021年8月10日にブルックリン・ネッツとの契約に合意した。10月19日のミルウォーキー・バックス戦でネッツデビューを果たして21得点を記録したが、チームは104-127で敗れた。11月14日のオクラホマシティ・サンダー戦でキャリアハイとなる9本の3ポイントシュートを含む29得点、1アシスト、2スティールを記録し、チームは120-96で勝利した。12月25日のクリスマスゲームとなるロサンゼルス・レイカーズ戦でキャリアハイに並ぶ34得点（内3ポイントシュート8本）を記録し、クリスマスゲームにおける1試合3ポイントシュート成功数のNBA記録を更新した。
2022年7月10日にネッツとの2年総額1,450万ドルの再契約に合意した。

### アトランタ・ホークス
2023年7月6日にトレードで2028年のドラフト2巡目指名権と共にヒューストン・ロケッツへ放出されたが、2日後に5チームが絡む大型トレードでオクラホマシティ・サンダーへ放出され、さらに4日後にタイタイ・ワシントン、ウスマン・ガルバ、ルディ・ゲイ、2026年のドラフト2巡目指名権とのトレードでアトランタ・ホークスへ放出された。
2023-24シーズンも引き続きホークスでプレーしたが、出場機会は19試合と少なく、2月29日にチームから解雇された。

### マイアミ・ヒート
3月6日にマイアミ・ヒートとの契約に合意した。

### ユタ・ジャズ
9月5日にユタ・ジャズとの契約に合意した。

### ロサンゼルス・クリッパーズ
2025年2月1日にモー・バンバ、P・J・タッカー、2030年のドラフト2巡目指名権、金銭とのトレードで、ドリュー・ユーバンクスと共にロサンゼルス・クリッパーズへ移籍した。

## 代表歴
2008年からオーストラリア代表に加わり、2012年のロンドンオリンピックでは平均21.2得点を記録し、ケビン・デュラントを上回り得点王となった

### 成績
| 大会                                         | 得点平均 | リバウンド平均 | アシスト平均 |
| -------------------------------------------- | -------- | -------------- | ------------ |
| 2007バスケットボールU-19世界選手権           | 14.9     | 2.8            | 4.6          |
| 2007バスケットボールオセアニア選手権         | 10.3     | 1.7            | 1.3          |
| FIBAダイアモンドボール                       | 5.3      | 0.7            | 0.3          |
| 2008年北京オリンピックのバスケットボール競技 | 14.2     | 2.2            | 2            |
| 2010年バスケットボール世界選手権             | 13.8     | 1.7            | 4.2          |
| ロンドン国際バスケットボール                 | 17       | 1.3            | 2            |
| 2011 FIBA オセアニア                         | 14.3     | 2.7            | 3.7          |
| 2012年ロンドンオリンピック                   | 21.2     | 4.5            | 2.2          |
| 2013 FIBA オセアニア                         | 20.5     | 3.5            | 2            |
| 2015 FIBA オセアニア                         | 13       | 4.5            | 4            |
| 2016年リオデジャネイロオリンピック           | 21.3     | 1.6            | 1.7          |

参照: FIBA.com

## プレースタイル
鋭いペネトレートとクイックリリースのロングレンジ・ジャンプショットを得意とする攻撃型ポイントガードである。NBA.comのプレーヤー・トラッキングによれば、試合中の平均移動速度が最も早いプレーヤーの一人で毎秒2mを超える平均速度でプレーをしていることになり、ディフェンスはこの敏捷性を活かしフロントコートからマッチアップ選手に纏わり付き、スティール、テイクチャージを狙うスタイルである。ミルズの明るい性格とアグレッシブさがチームに好影響を与えているとグレッグ・ポポヴィッチヘッドコーチも語っている。

## 個人成績

### NBA

#### レギュラーシーズン
| シーズン | チーム | GP  | GS  | MPG  | FG%  | 3P%  | FT%   | RPG | APG | SPG | BPG | PPG  |
| -------- | ------ | --- | --- | ---- | ---- | ---- | ----- | --- | --- | --- | --- | ---- |
| 2009–10  | POR    | 10  | 0   | 3.8  | .417 | .500 | .571  | .2  | .5  | .0  | .0  | 2.6  |
| 2010–11  | POR    | 64  | 0   | 12.2 | .412 | .353 | .766  | .8  | 1.7 | .4  | .0  | 5.5  |
| 2011–12  | SAS    | 16  | 3   | 16.3 | .485 | .429 | 1.000 | 1.8 | 2.4 | .6  | .1  | 10.3 |
| 2012–13  | SAS    | 58  | 2   | 11.3 | .469 | .400 | .842  | .9  | 1.1 | .4  | .1  | 5.1  |
| 2013–14  | SAS    | 81  | 2   | 18.9 | .464 | .425 | .890  | 2.1 | 1.8 | .8  | .1  | 10.2 |
| 2014–15  | SAS    | 51  | 0   | 15.7 | .381 | .341 | .825  | 1.5 | 1.7 | .5  | .0  | 6.9  |
| 2015–16  | SAS    | 81  | 3   | 20.5 | .425 | .384 | .810  | 2.0 | 2.8 | .7  | .1  | 8.5  |
| 2016–17  | SAS    | 80  | 8   | 21.9 | .439 | .413 | .825  | 1.8 | 3.5 | .8  | .0  | 9.5  |
| 2017–18  | SAS    | 82* | 36  | 25.7 | .411 | .372 | .890  | 1.9 | 2.8 | .7  | .1  | 10.0 |
| 2018–19  | SAS    | 82* | 1   | 23.3 | .425 | .394 | .854  | 2.2 | 3.0 | .6  | .1  | 9.9  |
| 2019–20  | SAS    | 66  | 1   | 22.5 | .431 | .382 | .866  | 1.6 | 1.8 | .8  | .1  | 11.6 |
| 2020–21  | SAS    | 68  | 1   | 24.8 | .412 | .375 | .910  | 1.7 | 2.4 | .6  | .0  | 10.8 |
| 2021–22  | BKN    | 81  | 48  | 29.0 | .408 | .400 | .814  | 1.9 | 2.3 | .6  | .2  | 11.4 |
| 2022–23  | BKN    | 40  | 2   | 14.2 | .411 | .366 | .833  | 1.1 | 1.4 | .4  | .1  | 6.2  |
| 2023–24  | ATL    | 19  | 0   | 10.6 | .373 | .382 | ---   | 1.1 | .7  | .5  | .1  | 2.7  |
| 2023–24  | MIA    | 13  | 5   | 16.4 | .338 | .208 | 1.000 | 1.2 | 1.5 | .8  | .0  | 5.8  |
| 2024–25  | UTA    | 17  | 0   | 15.3 | .342 | .298 | 1.000 | 1.2 | 1.2 | .7  | .2  | 4.4  |
| 2024–25  | LAC    | 12  | 0   | 5.1  | .500 | .500 | .889  | .1  | .4  | .1  | .0  | 3.1  |
| 通算     | 通算   | 921 | 112 | 19.9 | .423 | .385 | .857  | 1.6 | 2.2 | .6  | .1  | 8.7  |

#### プレーイン
| シーズン | チーム | GP | GS | MPG  | FG%  | 3P%  | FT% | RPG | APG | SPG | BPG | PPG |
| -------- | ------ | -- | -- | ---- | ---- | ---- | --- | --- | --- | --- | --- | --- |
| 2021     | SAS    | 1  | 0  | 30.4 | .429 | .500 | --- | 1.0 | .0  | 1.0 | .0  | 9.0 |
| 2022     | BKN    | 1  | 0  | 17.5 | .400 | .400 | --- | 5.0 | 1.0 | .0  | 1.0 | 6.0 |
| 2024     | MIA    | 1  | 0  | 3.3  | ---  | ---  | --- | .0  | 1.0 | .0  | .0  | .0  |
| 通算     | 通算   | 3  | 0  | 17.1 | .417 | .455 | --- | 2.0 | .7  | .3  | .3  | 5.0 |

#### プレーオフ
| シーズン | チーム | GP | GS | MPG  | FG%  | 3P%   | FT%   | RPG | APG | SPG | BPG | PPG  |
| -------- | ------ | -- | -- | ---- | ---- | ----- | ----- | --- | --- | --- | --- | ---- |
| 2010     | POR    | 3  | 0  | 4.0  | .500 | 1.000 | 1.000 | .0  | 1.0 | .0  | .0  | 2.0  |
| 2011     | POR    | 2  | 0  | 2.5  | .000 | .000  | .000  | .5  | .0  | .0  | .0  | .0   |
| 2012     | SAS    | 8  | 0  | 3.9  | .545 | .600  | .000  | .4  | .6  | .1  | .0  | 1.9  |
| 2013     | SAS    | 9  | 0  | 3.4  | .500 | .286  | .000  | .3  | .2  | .0  | .0  | 1.3  |
| 2014     | SAS    | 23 | 0  | 15.3 | .447 | .405  | .769  | 1.5 | 1.4 | .7  | .0  | 7.3  |
| 2015     | SAS    | 7  | 0  | 16.0 | .500 | .571  | 1.000 | 2.7 | .3  | .0  | .0  | 10.1 |
| 2016     | SAS    | 10 | 0  | 16.7 | .434 | .361  | .636  | 1.4 | 2.0 | .7  | .0  | 6.6  |
| 2017     | SAS    | 16 | 6  | 26.0 | .407 | .360  | .864  | 2.1 | 2.7 | .8  | .1  | 10.3 |
| 2018     | SAS    | 5  | 5  | 33.0 | .439 | .371  | .800  | 2.0 | 2.6 | .6  | .2  | 13.4 |
| 2019     | SAS    | 7  | 0  | 21.7 | .326 | .136  | .600  | 2.1 | 3.6 | 1.0 | .1  | 5.3  |
| 2022     | BKN    | 4  | 0  | 18.0 | .563 | .538  | ---   | 1.0 | .0  | .0  | .3  | 6.3  |
| 2023     | BKN    | 1  | 0  | 5.3  | .000 | .000  | ---   | .0  | .0  | .0  | .0  | .0   |
| 2024     | MIA    | 3  | 0  | 17.2 | .353 | .273  | .750  | .0  | .0  | .0  | .0  | .0   |
| 通算     | 通算   | 98 | 11 | 16.0 | .429 | .380  | .797  | 1.4 | 1.6 | .5  | .1  | 6.6  |

### NBL
| シーズン | チーム                   | GP | GS | MPG  | FG%  | 3P%  | FT%  | RPG | APG | SPG | BPG | PPG  |
| -------- | ------------------------ | -- | -- | ---- | ---- | ---- | ---- | --- | --- | --- | --- | ---- |
| 2011–12  | メルボルン・ユナイテッド | 9  | 5  | 33.9 | .421 | .348 | .806 | 2.3 | 5.0 | .8  | .1  | 18.6 |

### CBA
| シーズン | チーム                   | GP | GS | MPG  | FG%  | 3P%  | FT%  | RPG | APG | SPG | BPG | PPG  |
| -------- | ------------------------ | -- | -- | ---- | ---- | ---- | ---- | --- | --- | --- | --- | ---- |
| 2011–12  | 新疆フライングタイガース | 12 | 9  | 35.0 | .530 | .494 | .739 | 3.8 | 3.8 | 2.2 | .1  | 26.5 |

### カレッジ
| シーズン | チーム             | GP | GS | MPG  | FG%  | 3P%  | FT%  | RPG | APG | SPG | BPG | PPG  |
| -------- | ------------------ | -- | -- | ---- | ---- | ---- | ---- | --- | --- | --- | --- | ---- |
| 2007–08  | セント・メアリーズ | 32 | 32 | 32.1 | .429 | .323 | .761 | 2.1 | 3.5 | 1.8 | .1  | 14.8 |
| 2008–09  | セント・メアリーズ | 26 | 23 | 33.3 | .402 | .338 | .859 | 2.4 | 3.9 | 2.2 | .2  | 18.4 |
| 通算     | 通算               | 58 | 55 | 32.7 | .415 | .331 | .806 | 2.2 | 3.7 | 2.0 | .2  | 16.4 |

## その他
- 本名は "パトリック・サミー・ミルズ "だが、選手紹介の時のファーストネームは、ニックネームの "パティ" で紹介されており、2013-14シーズンからは、登録名も "パティ・ミルズ" に変更されている。
- 明るい性格から、ベンチに居るときには、味方を応援するのに、独特なタオル振りを行い、注目された[36]。